# 塞尔吉奥·莫罗

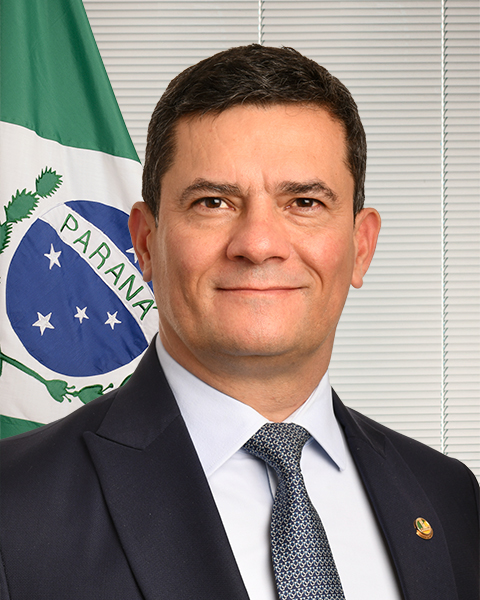
塞尔吉奥·莫罗

塞尔吉奥·费尔南多·莫罗 ( 1972年8月1日—）是巴西法学家、法官、教授和政治人物。2015年，他參與審理洗車行動。 博索納羅上台後，塞尔吉奥·莫罗曾在博索納羅內閣中任職。2022年10月，他当选联邦参议院参议员。  2022年，联合国人权事务委员会认为塞尔吉奥·莫罗在所有针对卢拉的案件中都存在偏见。 